# Otterstadt
Otterstadt este o comună din landul Renania-Palatinat, Germania.

## Istoric
O oală de lut din cultura Rössen, care a fost găsită pe cartierul Otterstadter, datează din mileniul IV sau al III-lea î.Hr.
Urme germanice din districtul din perioada de dinainte de decontare permanentă reprezinta constând în principal de aparate de bucătărie tezauriza de City Otter, care include prada romană din secolul al 3-lea și acum este păstrat în Muzeul de Istorie al Palatinatului din Speyer.
Otterstadt a fost menționat pentru prima dată pe 7 aprilie 1020 într-un document al episcopului Speyer Walther, dar probabil deja în secolul al 7-lea sau secolul al 8-lea a fost fondat de francezi.
În alte locuri de Speyergau Otterstadt 974 a fost construit de împăratul Otto al II-lea. Din jurisdicția imperială eliberat și pus sub Dieceza de Speyer. Episcopul a preluat 1065, apoi suveranitatea asupra lui Otterstadt. De la 1090-1797 oraș Otter a fost deținută de PIN-ul Speyer Sf. Guido sub suzeranitatea ridicat PIN-ul Speyer.
În timpul Războiului de Treizeci de ani, Otterstadt a fost jefuit și pus pe foc. Populația a scăzut de la 390 la 150 de la 1618 la 1661. În războiul de succesiune din Palatinat, locul a fost din nou ars în 1689.
După ce a aparținut departamentului francez Donnersberg 1797-1813, Otterstadt a fost administrat de biroul raional Speyer în județul Bavarez Rin. După cel de-al doilea război mondial, a venit cu districtul Speyer în țara recent formată din Renania-Palatinat. Comunitatea a luat peste 200 de persoane strămutate. În 1969, cartierul a fost dizolvat și orașul Otter a fost județul Ludwigshafen, a trântit din 2004 Rhein-Pfalz-Kreis. Începând cu anul 1972, locul face parte din nou-formatul Verbandsgemeinde Waldsee, de la 1 ianuarie 2016 Verbandsgemeinde Rheinauen.

## Geografie
Comunitatea aparținând Regiunii Metropolitane Rin-Neckar este situată direct pe o buclă veche din Rin. În partea de sud este cartierul Speyer-Norvegia, orașul Speyer, în zona râului Rin, Binsfeld, a cărui parte nordică aparține încă Otterstadt, în vestul Schifferstadt și în nordul regiunii Waldsee. La est, pe malul drept al Rinului, sunt municipalitățile Brühl și Ketsch, care aparțin Baden-Württemberg.

### Religie
Corespunzând afilierii lungi la episcopia Speyer, marea majoritate a locuitorilor era catolică. În 1850, 1352 din 1446 Otterstadtern erau catolici, mai mult de 92%. Prima familie evreiască a fost menționată în 1684. În urma unei mici comunități formate până în 1850, 79 de evrei locuiau în Otterstadt. Din 1823 există cimitirul evreiesc. După aceasta, în funcție de tendința din regiune, mulți au emigrat în America, în timp ce ceilalți s-au mutat în orașele mai mari. În 1933, în Otterstadt erau încă trei familii evreiești.
La 31 octombrie 2014, 44,316% din populație era catolic și 22,499% protestante. Restul aparținea unei alte religii sau nu era confesional.

## Economie și infrastructură

### Trafic
În sud, autostrada federală rulează 61 și în vest, autostrada federală 9, prin Rin, conduce feribotul Koller spre Brühl.
La sud de Otterstadt se desfășoară în direcția est-vest, drumul județean 2 către Rin și apoi se îndreaptă spre direcția sudică Speyer, unde se îndreaptă spre digul A 61 de pe râul principal al Rinului, această trecere subterană, apoi mai departe de digul principal al Rinului către Speyer rula.
Linia de autobuz duce spre satele din jur, către Speyer și Ludwigshafen am Rhein. În stațiile Speyer și Schifferstadt se află stațiile S-Bahn Rhein-Neckar. Otterstadt aparține zonei tarifare a Verkehrsverbund Rhein-Neckar.

### Instituții publice
În sat există trei grădinițe și o școală primară. Există, de asemenea, un centru de tineret, sala de festival de vară și Remigiushaus.